# ヒース・スレイター
ヒース・スレイター（Heath Slater、1983年7月15日 - ）は、アメリカ合衆国のプロレスラー。
本名、ヒース・ミラー（Heath Wallace Miller）、ウェストバージニア州パインビル出身。

## 来歴
2004年、カーティス・ヒューズが主宰するWWA4レスリング・スクールにてトレーニングを開始。2006年に遠征先のジョージアでプロレスラーとしてデビュー。その後、南部のインディ団体を中心にして参戦し、NWAワイルドサイドにてGCWコロンバスヘビー級王座を奪取。防衛戦ではスコッティ・2・ホッティを破るなど活躍した。 
2006年12月にWWEとディペロップメント契約。傘下団体のDSWでトレーニングを積む。2007年4月にDSWがWWEとの関係を解消したことによりFCWへと移籍。移籍当初はトレーニングを中心としながらマネージャーとして活動。その後選手としてデビューし、テッド・デビアス・ジュニアとタッグチームを組む。2008年1月、タッグパートナーであるテッド・デビアス・ジュニアが負傷し、保持していたFCW南部ヘビー級王座の防衛戦を行えないことから王座を譲り受けた。
王座陥落後、デビアスがWWEに昇格したことによりタッグを解消。解消後も主にタッグ戦線を中心とし、パートナーを変えながら9月にジョー・ヘニングと組んでFCWフロリダタッグチーム王座を奪取。タッグチーム王座を獲得後にリングネームをセバスチャン・スレイター（Sebastian Slater）に変更。2009年に入ってシングルに転向し、リングネームを現在使われているヒース・スレイター（Heath Slater）に変更。8月にタイラー・レックスからFCWフロリダヘビー級王座を奪取した。
2010年にECWが放送終了となり、新設された番組であるNXTのシーズン1にルーキーとして参加。クリスチャンをプロとして迎え、第4位という結果に終わる。その後シーズン1のルーキーで結成されたネクサスの一員として暴れ回り、PPVのBragging Rights 2010後のRAWにてジャスティン・ガブリエルとタッグを組んでデビッド・オタンガ & ジョン・シナからWWEタッグ王座を奪取した。12月6日のRAWで行われた4ウェイ・エリミネーション戦での王座戦では、シナの介入もありサンティーノ・マレラ & ウラジミール・コズロフ組に敗れ王座から陥落した。
1月10日のRAWではネクサスの新リーダーになったCMパンクが行った“通過儀礼”であるガブリエルとの竹刀での殴りあいを拒否、ガブリエルと共にネクサスを脱退した。1月14日のSmackDown!ではウェイド・バレット対ビッグ・ショー戦に乱入し、バレット、ガブリエル、エゼキエル・ジャクソンと共にビッグ・ショーを袋叩きにしてコアを結成した。
2011年2月20日のPPV、Elimination Chamber 2011ではガブリエルとタッグを組んでマレラ & コズロフ組からWWEタッグ王座を奪還した。しかし、翌日のRAWでザ・ミズ & シナ組に敗れ王座を失う。すぐに再戦権を行使して勝利し王座を奪還したが、4月19日のSmackDown!にてビッグ・ショー & ケインに敗れ、王座を失った。

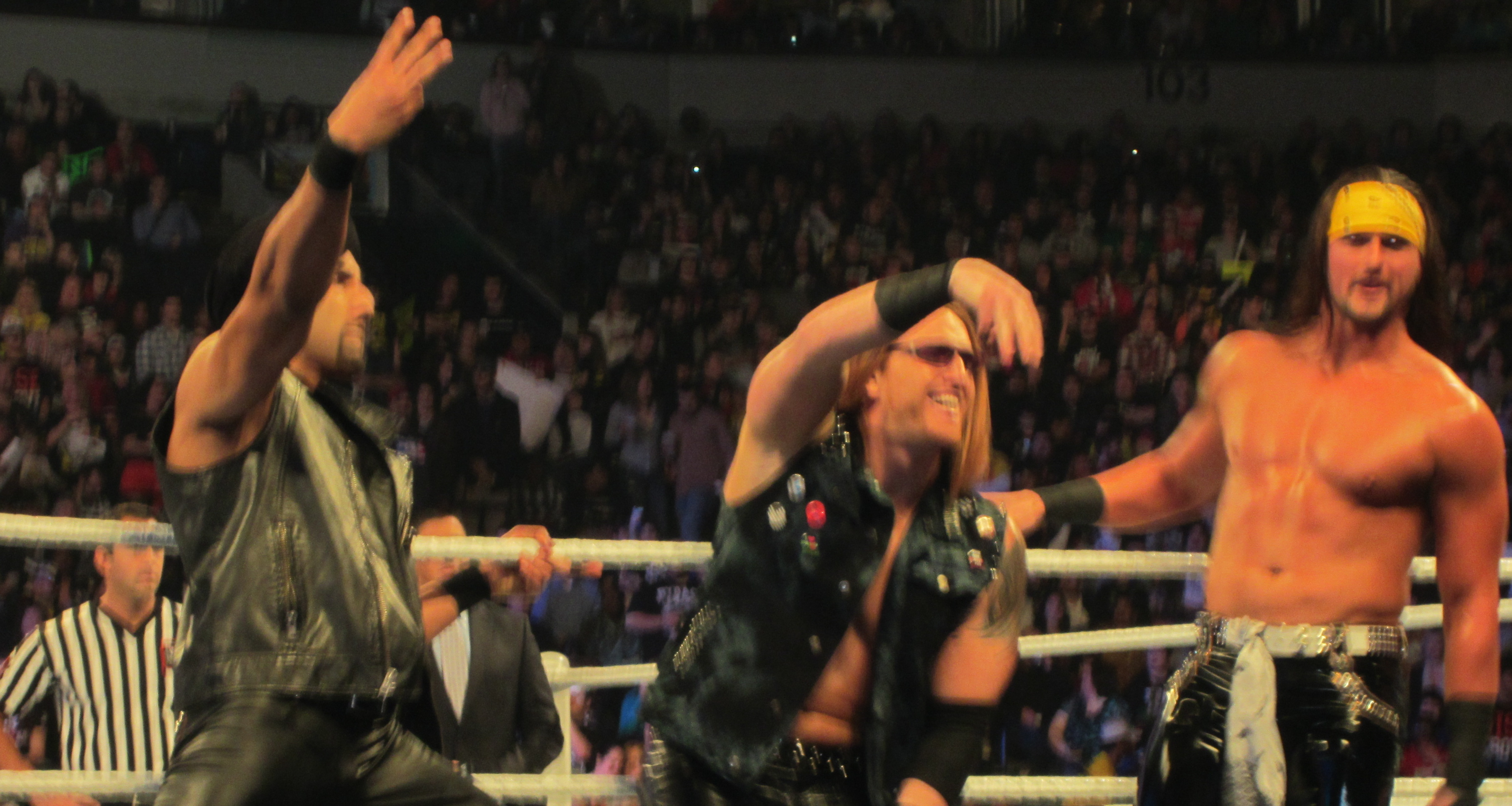
3MB

2012年、RAW1000回放送に向けた試合・スキットが毎週組まれ、過去のレジェンドや往年の名選手であるベイダー、シッド・ビシャス、リキシ、ロディ・パイパー、シンディ・ローパー、ダイヤモンド・ダラス・ペイジ、ドインク・ザ・クラウン、ボブ・バックランド、ロード・ウォリアー・アニマルとの名場面が繰り広げられた（ドインク・ザ・クラウンにのみ勝利している）。RAW1000回目の放送にはリタに加え、それまでのレジェンド全員と戦うことになった。RAW1001回目の放送には復帰したランディ・オートンに倒されるという落ちが付き、さらにその後のNXTではまたもレジェンドのスコッティ・2・ホッティと試合をした。それからもジョバーとして戦い続けていたが、9月のブローダス・クレイ戦中、劣勢になったところでドリュー・マッキンタイア、ジンダー・マハルに助けられ、3人がかりでクレイを叩きのめし、ロックバンドを模したユニット、3MB（スリー・メン・バンド）を結成するが、ジョバーとしての出番が多かった。
2014年4月、マスコットとしてホーンスワグルが3MBに加入。ロス・マタドーレスとの抗争が繰り広げられたが、6月にマッキンタイアとマハルが解雇され、マスコットであるホーンスワグルも、ロス・マタドーレスに寝返り、事実上の解散となった。7月からは出番が徐々に増え、強敵からの意外な勝ち星を取る。またタイタス・オニールと凹凸タッグチーム、スレイター・ゲーターを結成、更にホーンスワグルも再びマスコットに加入したが、2015年を境に解散した。
2015年、復帰してきたスーパースターに蹴散らされるなど、ジョバー的な役回りが多かった。
2016年1月4日、RAWにてドルフ・ジグラーとの対戦の際にセコンドとしてアダム・ローズ、ボー・ダラス、カーティス・アクセルと共にソーシャル･アウトキャスツ（Social Outcasts）なるユニットを結成して登場。終盤にジグラーのスーパーキックを浴びて窮地に陥るがサポートに回ったローズとダラス、アクセルが介入し、隙の出来たジグラーに対して丸め込んで勝利した。同月13日、ユニットの結成経緯に関して4名全員が元王者であり才能を持ち合わせているのに長期間まともな扱いを受けなかったという共通点があったとインタビューで答えた。
7月19日、WWE・SmackDown Liveにてドラフトが行われ、唯一自身だけがRAWにもSmackDown Liveにも選出されなかった。8月30日、SmackDown Liveにて新設された初代WWEスマックダウンタッグ王座決定トーナメントにライノと組んでエントリー。9月11日、Backlash 2016にて決勝でウーソズ（ジミー・ウーソ & ジェイ・ウーソ）と対戦。ヒールに転向したウーソズのダーティーファイトに苦戦し、終盤には総力戦となるが最後にライノがレフェリーの隙を突いてゴアを決めると自身が丸め込み、3カウントを奪って勝利。初代王者に輝いた。
2020年4月15日、WWEから解雇された。
2020年7月6日、WWEに復帰し、ドリュー・マッキンタイアと対戦するも敗れる。
2023年1月にRCW’sに登場し、ハーロンと対戦し勝利した。

## 得意技

### フィニッシュ・ホールド
スナップメア・ドライバー
3MBユニット結成以降に使われるようになったフィニッシャー。
背中越しに相手の頭部を右肩に固定し、そこから勢いよく前方に倒れ込むことで相手の顔面、頭部をマットに叩きつける又は、突き刺す技。
下記のスマッシュヒットにフィニッシャーの座を譲る。
スマッシュヒット
体を旋回させながら繰り出すインプラント式DDT。
E-マイナー
スナップ式リバースDDT。
3MB結成以前のフィニッシャー。
ウェイクアップコール
背後から相手の頭部にヘッドロックするように飛びつき、勢いよく後方へ倒れ込んで後頭部からマットに叩きつける変形ロシアン・レッグ・スイープ（河津落とし）。WWE時代から使用していた技をインパクト移籍とともに改名。
ドルフ・ジグラーのジグザグと同じ技。
飛び付き式コンプリート・ショット
シェルトン・ベンジャミンのペイ・ダートと同型の技。

### 投げ技
スープレックス
スーパープレックス
ベリー・トゥー・バック・スープレックス
スクープ・スラム
通常のパワースラム、雪崩式、カウンターなど使用。
DDT
スウィートネス
ビリー・ガンのワン＆オンリーと同型。
ジャンピング・ネックブリーカー
飛び付き式のネックブリーカーだが、若干裏RKOのような形である。
スピニング・スパイン・バスター
相手の体持ち上げてを横に半回転しつつスパイン・バスターを繰り出す。またこの技を使うと「ダブルAばりのスパイン・バスター!」という表現が使われる。
スパイン・バスター
フラップ・ジャック
ジャンピング・スリーパースラム
カウンターで使用するスリーパードロっプ。
ロシアン（ラシアン）・レッグ・スウィープ

### 打撃技
エルボー
エルボー・スタンプ
バックエルボー
フライング・フォアアーム
ジャンピング・エルボー・アタック
コーナーにもたれかかっている相手に助走して相手の顔面にエルボーを叩き込む。
ナックルパンチ
バックハンド・チョップ
クローズライン
ドロップキック
延髄斬り
ハーレム・サイドキック
ジャンプして、足の外側を相手の顔面に叩き込む技。カウンターで叩き込むバージョンも使用。
ジャンピング・ニーア・タック
ミサイルキック
ダイビング・エルボー・ドロップ
トルニージョ
自身はトップロープをつかみ場外に居る相手に向かいダイビングしてから、空中で横回転しながら相手にぶつかっていく錐揉み回転プランチャ・スイシーダ。「トルニージョ」はスペイン語で「竜巻」の意味。

### フォール技
バックスライド
スクールボーイ
ジャックナイフホールド
ローリング・クラッチ・ホールド
スモール・パッケージホールド

## 獲得タイトル

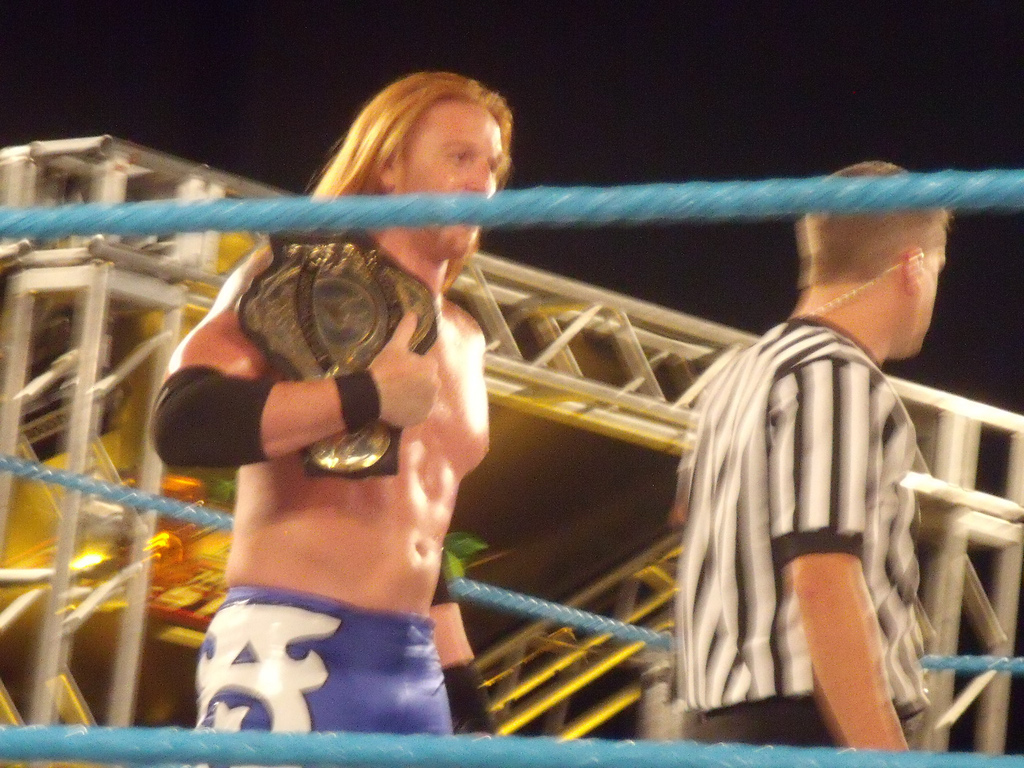
FCW時代

WWE
- 24/7王座 : 1回
- スマックダウン・タッグ王座 : 1回

w / ライノ
- WWEタッグ王座 : 3回

w / ジャスティン・ガブリエル
FCW
- FCW南部ヘビー級王座 : 1回
- FCWフロリダタッグチーム王座 : 1回

w / ジョー・ヘニング
- FCWフロリダヘビー級王座 : 1回

GCW
- GCWコロンバス王座 : 1回

XICW
- XICWタッグ王座 : 1回

w / ライノ

## 入場曲
- Shut Up
- Dumb Ass Rock Live
- We Are One (12 Stones)
- End of Days (9 Electric)
- End of Days (emphatic)
- Black or White (Bleeding in Stereo)
- South Bound
- One Man Band (Jim Johnston)
- More Than One Man - 3MBとして使用。現在も使用。
- Slater-Gator
- Outcast